# Балдоне
Ба́лдоне (латыш. Baldoneо файле [ˈbaldu͡ɔne]; до 1920 года — Бальдон, нем. Baldohn) — город-курорт (с 1991 года) в центральной части Латвии, центр бывшего Балдонского края. До 1991 года — посёлок городского типа. В 1949—1956 годах был центром Балдонского района; после его ликвидации, до 1 июля 2009 года входил в состав Рижского района.
После административной реформы 2021 года и упразднения Балдонского края, Балдоне был включён в состав Кекавского края.

## История
Название Балдоне появилось ещё в средние века для обозначения слабосероводородного источника, обнаруженного в данной местности немецкими рыцарями, целебные способности которого вскоре стали известны. В начале XV столетия близ источника была возведена башня-стоянка, у которой магистр Ливонского ордена летом поправлял своё здоровье. В XVII столетии во время правления Курляндского герцога Якоба здесь расположилось первое имение. В конце XVIII столетия здесь стояло уже несколько крестьянских домов. Первую лечебницу здесь открыли в 1795 году, а двумя годами позднее курорту был присвоен официальный статус. К 1828 году число ванн достигло полусотни. Упадок курорта Балдоне начался в 1938 году, после открытия более выгодно расположенного курорта Кемери. Но Балдоне возродился в советское время, когда сюда приезжали отдыхающие из многих регионов СССР.

## Население
В 1969 году в посёлке проживало 1900 жителей, в 2008 году — 2178 жителей. Всего в Балдонской волости по переписи 2000 г. проживало 5102 человека, в 2009 г. — 4970 человек (наблюдается естественная убыль населения).
Национальный состав:
- латыши — 81,4 % (4046 чел.);
- русские — 12,5 % (621 чел.);
- белорусы — 3,5 % (174 чел.);
- поляки — 1,9 % (94 чел.);
- прочие — 0,7 %.

## География
Балдоне расположен в 33 км к юго-востоку от Риги, в 10 км от ближайшей железнодорожной станции Икшкиле. Город расположен на возвышенности посреди лесистой заболоченной местности. Недалеко от Балдоне была некогда создана главная обсерватория АН Латвийской ССР. В советские годы появилась и промышленность: производство трикотажных и пластмассовых изделий.
Город имеет значительный рекреационный потенциал, так как ещё с XVIII века он получил известность как бальнеологический и грязевой курорт. Набор лечебных средств следующий: слабосероводородная минеральная вода для ванн, торфяные грязи. В Балдоне производится лечение больных с заболеваниями органов движения нетуберкулёзного характера, с поражениями нервной системы, гинекологическими проблемами и некоторыми другими заболеваниями сердечно-сосудистой системы при недостаточности кровообращения 1-й степени. Имеются санаторий, грязелечебница, ванное здание, водолечебница. Так как климат в районе города довольно мягкий, лечебно-рекреационный сезон продолжается круглый год. Лето в районе города прохладное (средняя температура июля около 18 °C), но и зима относительно мягкая (средняя температура января около —5 °C); осадков в год выпадает в среднем около 650 мм.

## Транспорт

### Автодороги
К городу подходит региональная автодорога P91 Межвиды — Балдоне, соединяющая его с региональной автодорогой P89 Кекава — Скайсткалне.
Среди местных автодорог значимы: V4 Балдоне — Томе и V9 Иецава — Балдоне — Даугмале.

### Междугородное автобусное сообщение
Основные маршруты: Балдоне — Кекава — Рига; Балдоне — Скайсткалне; Балдоне — Нерета — Акнисте — Субате — Илуксте.